# Река в овраге Прямой
Овраг Прямой — река в России, протекает в Ульяновской области. Устье реки находится в 48 км по правому берегу реки Сызранка, около поселка Красный. Длина реки составляет 11 км.

## Данные водного реестра
По данным государственного водного реестра России относится к Нижневолжскому бассейновому округу, водохозяйственный участок реки — Сызранка от истока до города Сызрань (выше города), речной подбассейн реки — подбассейн отсутствует. Речной бассейн реки — Волга от верховий Куйбышевского вдхр. до впадения в Каспий.
Код объекта в государственном водном реестре — 11010001312112100009158.